# Opeth/Diskografie
Diese Diskografie ist eine Übersicht über die musikalischen Werke der schwedischen Progressive-Rock-/Progressive-Metal-Band Opeth. Den Schallplattenauszeichnungen zufolge hat sie bisher mehr als 120.000 Tonträger verkauft. Ihre erfolgreichste Veröffentlichung ist das Studioalbum Still Life mit über 70.000 verkauften Einheiten.

## Alben

### Studioalben
| Jahr | Titel Musiklabel                                   | Höchstplatzierung, Gesamtwochen, AuszeichnungChartplatzierungen (Jahr, Titel, Musiklabel, Platzierungen, Wochen, Auszeichnungen, Anmerkungen) | Höchstplatzierung, Gesamtwochen, AuszeichnungChartplatzierungen (Jahr, Titel, Musiklabel, Platzierungen, Wochen, Auszeichnungen, Anmerkungen) | Höchstplatzierung, Gesamtwochen, AuszeichnungChartplatzierungen (Jahr, Titel, Musiklabel, Platzierungen, Wochen, Auszeichnungen, Anmerkungen) | Höchstplatzierung, Gesamtwochen, AuszeichnungChartplatzierungen (Jahr, Titel, Musiklabel, Platzierungen, Wochen, Auszeichnungen, Anmerkungen) | Höchstplatzierung, Gesamtwochen, AuszeichnungChartplatzierungen (Jahr, Titel, Musiklabel, Platzierungen, Wochen, Auszeichnungen, Anmerkungen) | Höchstplatzierung, Gesamtwochen, AuszeichnungChartplatzierungen (Jahr, Titel, Musiklabel, Platzierungen, Wochen, Auszeichnungen, Anmerkungen) | Anmerkungen                                               |
| Jahr | Titel Musiklabel                                   | DE | AT | CH | UK | US | SE | Anmerkungen                                               |
| ---- | -------------------------------------------------- | --- | --- | --- | --- | --- | --- | --------------------------------------------------------- |
| 1995 | Orchid Candlelight Records Cat.                    | — | — | — | — | — | — | Erstveröffentlichung: 15. Mai 1995                        |
| 1996 | Morningrise Century Media Cat.                     | — | — | — | — | — | — | Erstveröffentlichung: 24. Juni 1996                       |
| 1998 | My Arms, Your Hearse Century Media Cat.            | — | — | — | — | — | — | Erstveröffentlichung: 18. August 1998                     |
| 1999 | Still Life Peaceville Cat.                         | — | — | — | — | — | — | Erstveröffentlichung: 19. Oktober 1999 Verkäufe: + 75.000 |
| 2001 | Blackwater Park Music for Nations Cat./Koch Cat.   | — | — | — | — | — | — | Erstveröffentlichung: 27. Februar 2001                    |
| 2002 | Deliverance Music for Nations Cat./Koch Cat.       | — | — | — | — | — | — | Erstveröffentlichung: 12. November 2002                   |
| 2003 | Damnation Music for Nations Cat.                   | — | — | — | — | US192 (1 Wo.)US | — | Erstveröffentlichung: 22. April 2003                      |
| 2005 | Ghost Reveries Roadrunner Cat.                     | DE39 (2 Wo.)DE | — | — | UK62 (1 Wo.)UK | US64 (2 Wo.)US | SE9 (4 Wo.)SE | Erstveröffentlichung: 30. August 2005                     |
| 2008 | Watershed Roadrunner Cat.                          | DE23 (3 Wo.)DE | AT53 (3 Wo.)AT | CH24 (1 Wo.)CH | UK34 (1 Wo.)UK | US23 (3 Wo.)US | SE7 (4 Wo.)SE | Erstveröffentlichung: 3. Juni 2008                        |
| 2011 | Heritage Roadrunner Cat.                           | DE9 (4 Wo.)DE | AT16 (2 Wo.)AT | CH13 (3 Wo.)CH | UK22 (2 Wo.)UK | US19 (3 Wo.)US | SE4 (7 Wo.)SE | Erstveröffentlichung: 20. September 2011                  |
| 2014 | Pale Communion Roadrunner Cat.                     | DE3 (3 Wo.)DE | AT11 (3 Wo.)AT | CH24 (2 Wo.)CH | UK14 (2 Wo.)UK | US19 (1 Wo.)US | SE3 (3 Wo.)SE | Erstveröffentlichung: 20. August 2014                     |
| 2016 | Sorceress Nuclear Blast                            | DE1 (4 Wo.)DE | AT10 (2 Wo.)AT | CH6 (3 Wo.)CH | UK11 (1 Wo.)UK | US24 (2 Wo.)US | SE7 (2 Wo.)SE | Erstveröffentlichung: 30. September 2016                  |
| 2019 | In cauda venenum Nuclear Blast                     | DE5 (4 Wo.)DE | AT15 (2 Wo.)AT | CH10 (3 Wo.)CH | UK13 (1 Wo.)UK | US59 (1 Wo.)US | SE12 (1 Wo.)SE | Erstveröffentlichung: 27. September 2019                  |
| 2024 | The Last Will and Testament Reigning Phoenix Music | DE3 (2 Wo.)DE | AT5 (2 Wo.)AT | CH3 (2 Wo.)CH | UK42 (1 Wo.)UK | US140 (1 Wo.)US | SE4 (1 Wo.)SE | Erstveröffentlichung: 22. November 2024                   |

### Livealben
| Jahr | Titel                                                           | Höchstplatzierung, Gesamtwochen, AuszeichnungChartplatzierungen (Jahr, Titel, Platzierungen, Wochen, Auszeichnungen, Anmerkungen) | Höchstplatzierung, Gesamtwochen, AuszeichnungChartplatzierungen (Jahr, Titel, Platzierungen, Wochen, Auszeichnungen, Anmerkungen) | Höchstplatzierung, Gesamtwochen, AuszeichnungChartplatzierungen (Jahr, Titel, Platzierungen, Wochen, Auszeichnungen, Anmerkungen) | Höchstplatzierung, Gesamtwochen, AuszeichnungChartplatzierungen (Jahr, Titel, Platzierungen, Wochen, Auszeichnungen, Anmerkungen) | Höchstplatzierung, Gesamtwochen, AuszeichnungChartplatzierungen (Jahr, Titel, Platzierungen, Wochen, Auszeichnungen, Anmerkungen) | Höchstplatzierung, Gesamtwochen, AuszeichnungChartplatzierungen (Jahr, Titel, Platzierungen, Wochen, Auszeichnungen, Anmerkungen) | Anmerkungen |
| Jahr | Titel                                                           | DE | AT | CH | UK | US | SE | Anmerkungen |
| ---- | --------------------------------------------------------------- | --- | --- | --- | --- | --- | --- | --- |
| 2003 | Lamentations – Live at Shepherd’s Bush Empire 2003              | — | — | — | — | — | SE14 a (3 Wo.)SE | Erstveröffentlichung: 23. November 2003 Live-CD inkl. DVD 2003 – bei Koch Cat. # 4189                                                            |
| 2008 | The Roundhouse Tapes                                            | — | — | — | — | — | SE4 a (4 Wo.)SE | Erstveröffentlichung: 5. November 2007 (CD), 10. November 2007 (DVD), Live-CD 2007 – Peaceville Cat. # 209; #1 in Finnland a, Verkäufe: + 40.000 |
| 2010 | In Live Concert at the Royal Albert Hall                        | DE59 c (1 Wo.)DE | — | — | — | — | SE60 b (1 Wo.)SE | Erstveröffentlichung: 20. September 2010 Live-CD inkl. DVD 2010 – bei Roadrunner Cat. # 8123                                                     |
| 2018 | Garden of the Titans (Opeth Live at the Red Rocks Amphitheatre) | DE17 c (1 Wo.)DE | — | — | — | — | — | Erstveröffentlichung: 2. November 2018 |
| 2021 | Blackwater Park                                                 | DE58 c (1 Wo.)DE | — | — | — | — | — | Erstveröffentlichung: 16. Juli 2021 |

Weitere Livealben
- 2011: The Devil’s Orchard – Live at Rock Hard Festival 2009 (Live-CD 2011 – exklusiv für das Rock Hard Magazine #292 – 9/2011)

### Kompilationen
- 2006: Collector’s Edition Slipcase (Wiederveröffentlichung von Blackwater Park, Deliverance und Damnation, sowie einer Audio-Version der Live-DVD Lamentations als Box-Set)
- 2008: The Candlelight Years (Japanische, limitierte Auflage der ersten drei Alben)
- 2009: The Wooden Box (Die ersten drei Alben jeweils als Doppel-LP zusammen mit einer Logo-Schablone in einem Holzkasten)[2]
- 2011: The Devil’s Orchard – Live at Rock Hard Festival 2009 (Live-CD + Promo-Titel, Beilage zum Rock Hard 09/2011)
- 2015: Deliverance & Damnation (Doppelalbum mit neu abgemischten Versionen von Deliverance und Damnation)

## Singles
- 2001: The Drapery Falls (Blackwater Park)
- 2002: Deliverance (Deliverance)
- 2002: Still Day Beneath the Sun (Blackwater Park [Bonus Edition])
- 2003: Windowpane (Damnation)
- 2003: In My Time of Need (Damnation)
- 2004: Master’s Apprentices (Lamentations)
- 2005: The Grand Conjuration (Ghost Reveries)
- 2006: Ghost of Perdition (Ghost Reveries)
- 2006: Soldier of Fortune (Ghost Reveries (Bonus Edition); Deep-Purple-Cover)
- 2008: Porcelain Heart (Watershed)
- 2008: Mellotron Heart (Watershed [Bonus Edition])
- 2008: Burden (Watershed)
- 2011: The Throat of Winter (keine Album-Single)
- 2011: The Devil’s Orchard (Heritage)
- 2011: Slither (Heritage)
- 2012: The Lines in My Hand (Heritage)
- 2014: Cusp of Eternity (Pale Communion)
- 2016: Sorceress (Sorceress)
- 2016: Will O the Wisp (Sorceress)
- 2016: The Wilde Flowers (Sorceress)
- 2017: Era (Sorceress)
- 2019: Heart in Hand / Hjärtat vet vad handen gör (In Cauda Venenum)
- 2019: Dignity / Svekets Prins (In Cauda Venenum)

## Musikvideos
| Jahr | Titel                                    | Regie            |
| ---- | ---------------------------------------- | ---------------- |
| 2001 | Harvest                                  | Fredrik Odefjärd |
| 2003 | Windowpane                               | Fredrik Odefjärd |
| 2005 | The Grand Conjuration                    | Bill Yukich      |
| 2008 | Porcelain Heart                          | Lasse Hoile      |
| 2008 | Burden                                   | Lasse Hoile      |
| 2011 | The Devil’s Orchard                      | Phil Mucci       |
| 2017 | Era                                      | Markus Hofko     |
| 2019 | Universal Truth / Ingen Sanning Är Allas | Jess Cope        |

## Sonderveröffentlichungen
Demos
- 1991: Demo ’91
- 1993: Apostle in Triumph
- 1993: Rehearsal
- 1994: Promo

## Statistik

### Chartauswertung
|                     | DE     | AT    | CH    | UK    | US    | SE    |
| ------------------- | ------ | ----- | ----- | ----- | ----- | ----- |
| Nummer-eins-Alben   | DE1DE  | AT—AT | CH—CH | UK—UK | US—US | SE—SE |
| Top-10-Alben        | DE5DE  | AT2AT | CH3CH | UK—UK | US—US | SE7SE |
| Alben in den Charts | DE10DE | AT6AT | CH6CH | UK7UK | US8US | SE7SE |

|                          | DE    | AT    | CH    | UK    | US    | SE    |
| ------------------------ | ----- | ----- | ----- | ----- | ----- | ----- |
| Nummer-eins-Videoalben   | DE—DE | AT—AT | CH—CH | UK—UK | US—US | SE—SE |
| Top-10-Videoalben        | DE—DE | AT—AT | CH—CH | UK—UK | US—US | SE1SE |
| Videoalben in den Charts | DE—DE | AT—AT | CH—CH | UK—UK | US—US | SE2SE |

### Auszeichnungen für Musikverkäufe
| 2× Silberne Schallplatte - Europa (Impala) - 2011: für das Album The Roundhouse Tapes Goldene Schallplatte - Europa (Impala) - 2011: für das Album Still Life | Platin-Schallplatte - Kanada - 2010: für das Videoalbum Lamentations – Live at Shepherd’s Bush Empire 2003 |

| Land/RegionAuszeichnungen für Musikverkäufe (Land/Region, Auszeichnungen, Verkäufe, Quellen) | Silber     | Gold  | Platin  | Verkäufe  | Quellen         |
| -------------------------------------------------------------------------------------------- | ---------- | ----- | ------- | --------- | --------------- |
| Europa (Impala)                                                                              | 2× Silber2 | Gold1 | —       | (115.000) | Einzelnachweise |
| Kanada (MC)                                                                                  | —          | —     | Platin1 | 10.000    | musiccanada.com |
| Insgesamt                                                                                    | 2× Silber2 | Gold1 | Platin1 |           |                 |